# Timber! (EP)

## Közreműködők
- ld.: Timber! / Take Hold of That Star és a The Battle of the Blue and the Grey / The Three Kisses of Love kislemezeknél

## A lemez dalai
- Timber! (Barry Gibb) (1963), mono 1:46, ének: Barry Gibb
- Take Hold of That Star (Barry Gibb) (1963), mono 2:38, ének: Barry Gibb
- Battle of the Blue and the Grey (Barry Gibb) (1963), mono 2:05, ének: Barry Gibb
- The Three Kisses of Love (Barry Gibb) (1963), mono 1:46, ének: Barry Gibb